# Revolta de 14 de Maio de 1915

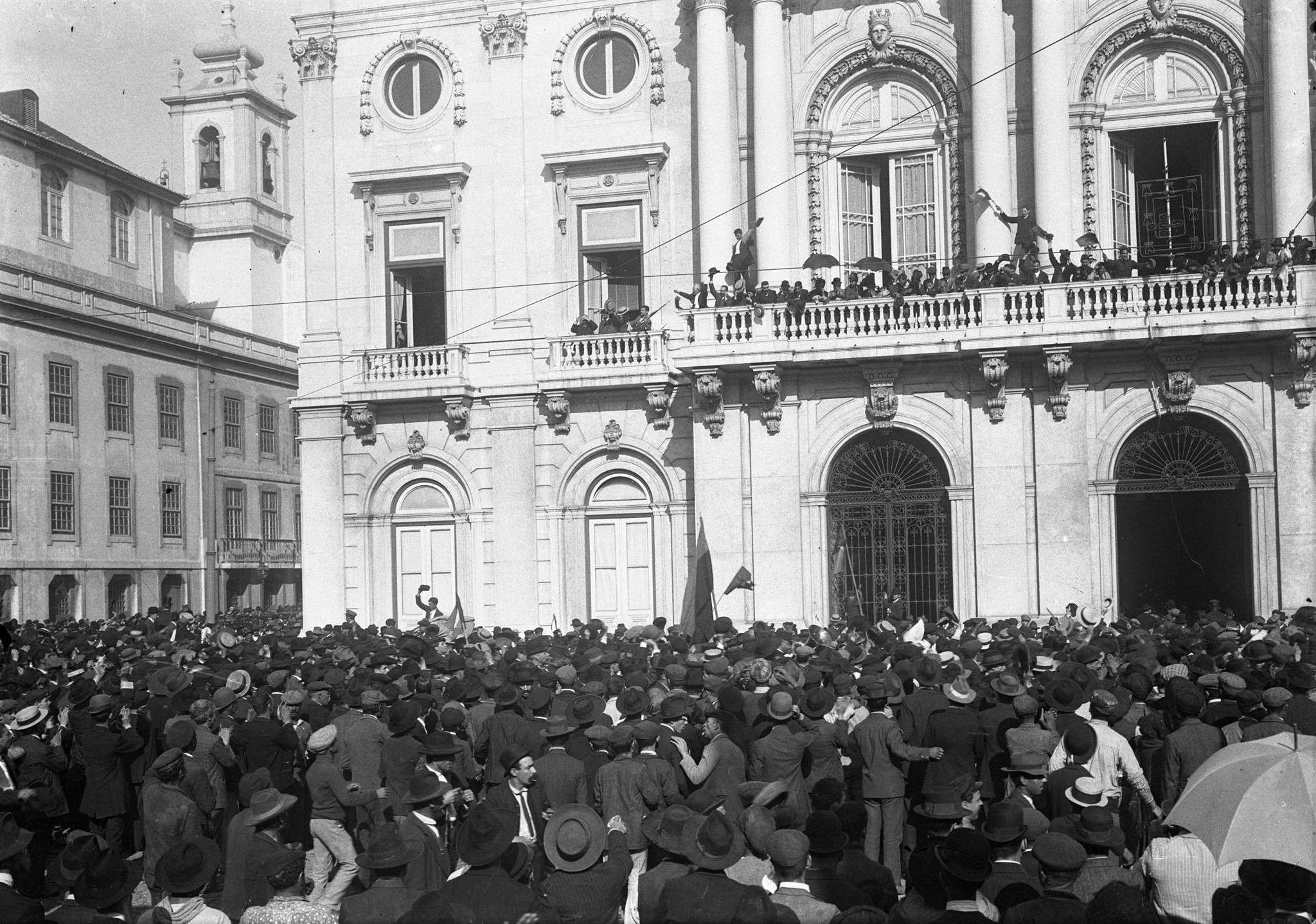
A população lisboeta em frente aos Paços do Concelho assiste à proclamação da Junta Revolucionária.

A Revolta de 14 de Maio de 1915 foi um golpe de estado em Portugal, liderado por Álvaro de Castro e pelo general Sá Cardoso, que teve como objectivo o derrube do governo presidido pelo general Pimenta de Castro e a reposição da plena vigência da Constituição Portuguesa de 1911. Os revoltosos consideravam que esta constituição estava a ser desrespeitada pelo Presidente da República, Manuel de Arriaga, ao dissolver unilateralmente o Congresso da República, convocando eleições,[carece de fontes?] sem que alegadamente tivesse poderes constitucionais para tal acto. O movimento foi vitorioso, levando à substituição do governo pela Junta Constitucional de 1915 e à demissão de Manuel de Arriaga. A revolta constituiu-se na mais violenta manifestação militar em Lisboa no século XX,[carece de fontes?] tendo causado pelo menos 200 mortos e cerca de 1000 feridos. Durante a revolta, João Chagas, indigitado para chefe do governo, foi atingido a tiro no Entroncamento, pelo senador João José de Freitas, ficando gravemente ferido e cego de um olho. O agressor foi linchado pela multidão. 
A revolta terminou com a intervenção da marinha de guerra espanhola com o envio do couraçado España, e com a correspondente reação da marinha britânica e francesa, que também enviaram contingentes navais para Portugal.[carece de fontes?]